# Neil Emblen
Pour les articles homonymes, voir Emblen.
Neil Emblen, né le 19 juin 1971 à Bromley en Angleterre, est un footballeur anglais reconverti en entraîneur.

## Biographie

### Carrière de joueur
Au cours de sa carrière de joueur, il dispute 13 matchs en première division anglaise, 272 matchs en deuxième division anglaise, pour 12 buts inscrits, 32 matchs en première division australienne, pour 3 buts inscrits, et 50 matchs en première division néo-zélandaise, pour 5 buts inscrits. 
En décembre 2007 et 2008, il participe à deux Coupes du monde des clubs de la FIFA au Japon, où il dispute deux rencontres au total avec le club néo-zélandais du Waitakere United.

### Carrière d'entraîneur
Après avoir passé trois saisons comme entraîneur-joueur à Waitakere United, Emblen arrête sa carrière de joueur. En 2012, il est nommé entraîneur-adjoint de l'équipe de Nouvelle-Zélande, sous les ordres de Ricki Herbert. 
En 2012, il est le sélectionneur de l'équipe olympique de Nouvelle-Zélande, pour disputer les Jeux olympiques de Londres. La Nouvelle-Zélande est éliminé au premier tour du tournoi.
À la suite de la démissionne de Herbert en novembre 2013, il est nommé sélectionneur par intérim, et prend en charge deux matches: une défaite 4-2 contre le Japon, et un match nul et vierge contre l'Afrique du Sud. Puis, en 2014, il est renommé entraîneur-adjoint du nouveau sélectionneur de la sélection néo-zélandaise, Anthony Hudson. 
En 2013, il est nommé entraîneur du Western Springs (en) en Northern League (en), la deuxième division néo-zélandaise.

## Palmarès
- Avec le Waitakere United
  - Vainqueur de la Ligue des champions de l'OFC en 2007 et 2008
  - Champion de Nouvelle-Zélande en 2008, 2010, 2011 et 2012

- Avec le Western Springs
  - Champion de la Northern League en 2014 et 2017